# 日本クマネットワーク
日本クマネットワーク（英称 Japan Bear Network）は、日本における人間とクマ類との共生を目的に調査や情報交換といった活動を行うNGO。事務所は東京都府中市幸町東京農工大学に位置する。代表は坪田敏男（2012年度時点）。

## 沿革
日本ではヒグマとツキノワグマの2種のクマが生息しており、人身被害や樹皮剥ぎなどのクマと人間との軋轢が問題視されている。そうした状況の中、日本における人間とクマ類との共生を目指して、日本クマネットワークが1997年に設立された。
類似した組織としては、アメリカに本部を置く国際クマ協会がある。

## 組織構成
行政、大学、研究組織、マスメディア、自然保護団体など日本のクマに関係するさまざまな組織・団体や個人が参加している。
会員数は330名。

## 主な活動
- 総会や講演会の開催

クマに関するシンポジウムやイベントを主催・共催するなどしている。また、アジアで初めて開催された国際クマ会議（2006年10月1日～6日）の開催実行委員会を担当している。
- 行政への提言

環境省、総務省、農林水産省、文部科学省などに対してクマ類の保護管理システムの実現に関する提言を行っている。
- 会報誌「Bears Japan」の発行